# Pedro de la Torre y del Pozo
Don Pedro de la Torre y del Pozo, o Pedro de la Torre del Pozo, o Pedro Torre Pozo, (Osa de la Vega o Tarancón, España - Osa de la Vega, 21 de octubre de 1902) fue un clérigo y escritor osense, licenciado en cánones, vicario general y comendador de la Orden de Carlos III, caballero de la Orden Americana de Isabel la Católica, Medalla de África del mérito militar y Benemérito de la Patria.

## Biografía
En 1880, Pedro de la Torre y del Pozo visita Nueva Cáceres en Filipinas, actual Naga, llevando una estampa del Santo Rostro. Unos nativos le pintaron una réplica a mayor tamaño.
Estando por allí, apareció una epidemia de cólera que empezó a causar gran mortandad. Los nativos, conocedores de que en Osa no había epidemias y de que se decía que era obra del Santo Rostro, pidieron ayuda a Pedro. El clérigo y sus compañeros pidieron ayuda al Santo Rostro y le prometieron una gran procesión en su honor el domingo si la epidemia se frenaba.

A esto el cólera iba en aumento, cuando [se] le ocurrió á un devoto del Santo Rostro que los sacerdotes debiamos hacer un voto y por escrito (el cual remito) ofreciendo que si el cólera desaparecia o decrecia notablemente para el dia de su festividad que era el 10, que en ese dia haríamos una procesión solemne sin escatimar gasto alguno.
Carta al primo Juan Francisco de Pedro de la Torre del Pozo

Los nativos rezaron al Santo Rostro con mucha dedicación. Al día siguiente, el número de muertes se redujo ampliamente. Para el domingo, ya no había epidemia.
Se organizó la procesión. Los nativos construyeron un gran barco con ruedas para llevar el cuadro. Llamaron al barco Osa de la Vega, como se podía leer en ambos lados del barco, en el que iban montados don Pedro, el obispo y otros tantos. 

Para trasladar las Santas Imagenes, hicieron un gran buque, revestido de tela que pintaron primorosamente, al que nada faltaba, pues tenía sus palos, jarcias, velas timon, y en cuyos palos ondeaban una infinidad de gallardetes y banderolas. El buque estaba colocado muy artisticamente sobre seis ruedas que no se veian. El timon lo empuñaba un seminarista vestido de marino con su capote y capucha de hule, llevando barba y cabellos postizos de un color que parecía que estaban tostados por el fuego de los trópicos.
     Se me olvidaba decir que el buque, en honor del Santo Rostro, bautizaron con el nombre de “Osa de la Vega”, nombre que se destacaba en gruesas letras a babor y a estribor.
     Empezó á subir la procesion y al divisar los fieles las Santas imágenes, prorrumpieron en vivas atronadores. Colocadas las imagenes en el buque que se le habia colocado cerca del pretil de la Catedral subió el Sr. Obispo revestido en pluvial y mitra como igualmente lo hicimos los sacerdotes con capa pluvial. Colocados el Sr. Obispo y yo en la popa y los demas sacerdotes á babor y estribor y todos sentados, partió el “Osa de la Vega” al estruendo de multitud de bombas (grandes truenos como los de los cohetes) volteo de campanas y un grito atronador de “Viva el Santo Rostro” Viva la Virgen de la Peña de Francia”. El buque era tirado por más de 500, vestidos a la marinera que se habian reunido de los pueblos. Bien pronto la multitud se agarró a los cables y no hay exageracion si digo que de las cuerdas tiraban más de 1200 hombres no sin que alrededor del buque lo empujara la multitud afanosa por participar de la satisfaccion de haber con los esfuerzos contribuido á trasladar las imagenes.
Carta al primo Juan Francisco de Pedro de la Torre del Pozo

Aún hoy, el patrono de Osa de la Vega es el patrono de Naga, junto con la Virgen de Peña de Francia.

## Obras
- O el catolicismo o nada, o sea, examen de todas las religiones hoy dominantes ante el tribunal de la razón (1869, Imprenta de Magriña y Subirana, Barcelona)[1]
- Historia del Santísimo Rostro de Jesús que se venera en la villa de Osa de la Vega (1874, Madrid)
- La Medicina del Cielo o La salud para los enfermos y remedio en las necesidades espirituales y temporales, en el que se recogen todos y cada uno de tales remedios (1892, Madrid)